# Beutelmeise

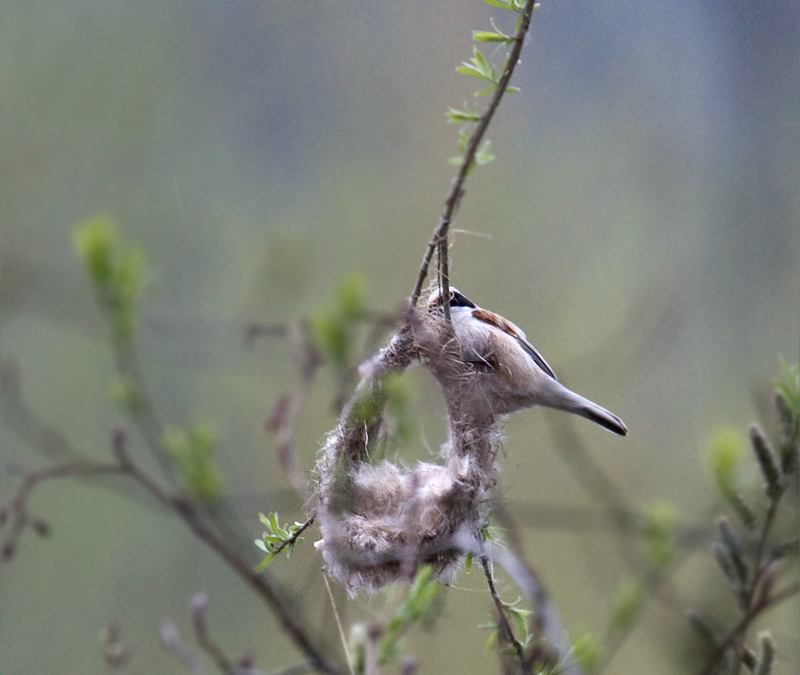
Männchen beim Nestbau

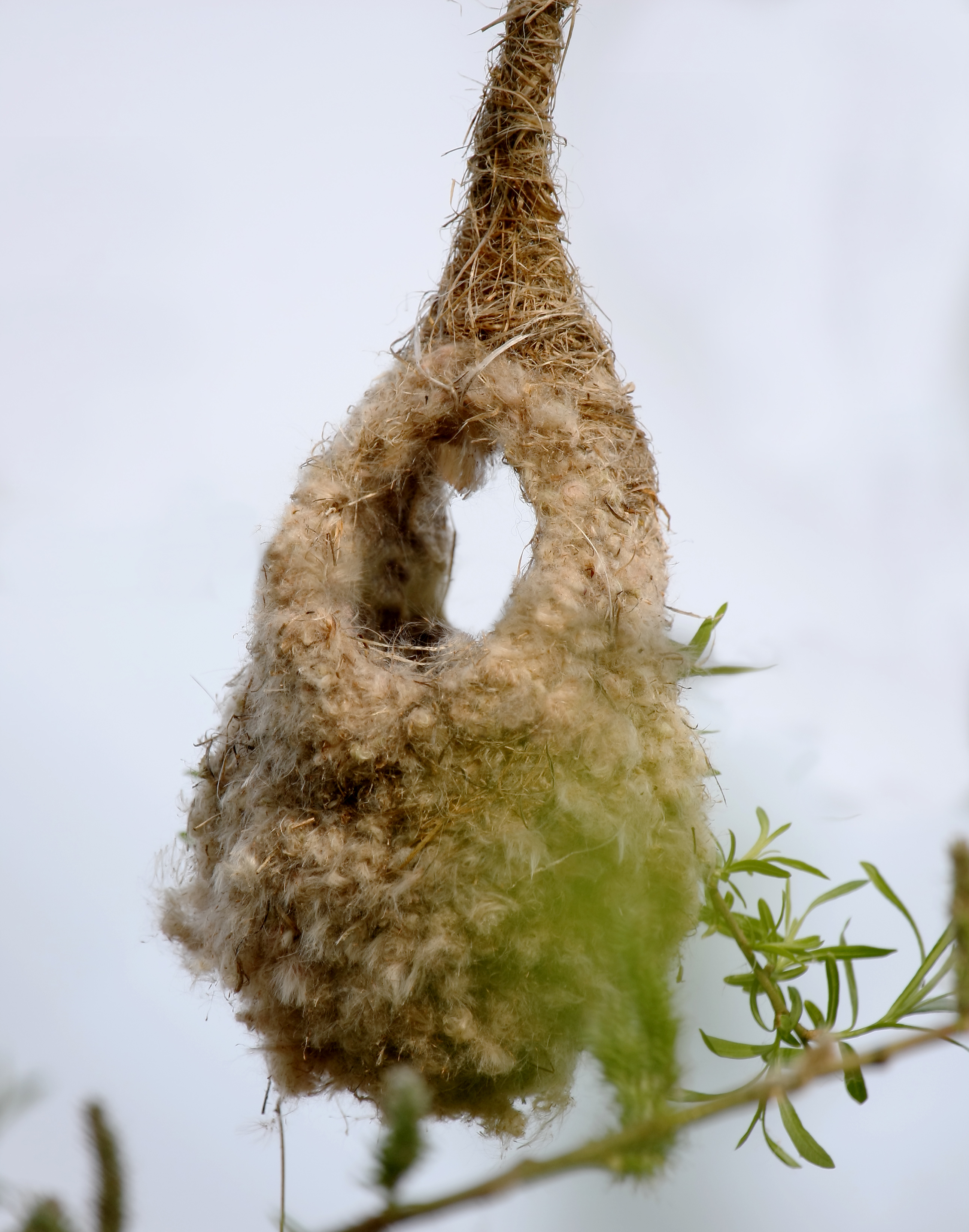
Fast fertiges Nest

Die Beutelmeise (Remiz pendulinus) ist eine Vogelart aus der Familie der Beutelmeisen (Remizidae). Es werden mehrere Unterarten unterschieden.

## Beschreibung
Die Beutelmeise kann etwa 10 bis 12 cm groß werden und wiegt bis zu 20 g. Die Flügel erreichen eine Länge von etwa 60 mm. Die auffallendsten Merkmale sind der graue Kopf mit der schwarzen Maske und der rostbraune Rücken. Die Jungvögel haben noch keine schwarze Maske. Die Beutelmeise ist vom Aussehen her dem Neuntöter sehr ähnlich. Der leise Ruf klingt in etwa wie „siüh“.

## Verbreitung

Verbreitungskarte der Beutelmeise:
Brutgebiete
Ganzjähriges Vorkommen
Migration
Überwinterungsgebiete

Die Beutelmeise ist ein Brutvogel der borealen, gemäßigten, mediterranen, Steppen- und Wüstenzone der Paläarktis. Das Areal reicht vom Südwesten und Westen Europas bis China. Das Areal ist allerdings teilweise sehr stark zersplittert. Die Art war in Mitteleuropa bis etwa 1930 nur im Osten Mitteleuropas verbreitet. Seitdem hat sie sich das Brutareal in mehreren, zum Teil sprunghaften Ausbreitungswellen nach Westen und Südwesten Europas erweitert. Für die Ausbreitungswellen ist vermutlich ein hoher Bruterfolg der Population durch warme und trockene Sommermonate verantwortlich. Zum anderen unterstützt die Ausbreitung dieser Art die zunehmende Eutrophierung der Landschaft mit einem damit einhergehenden Nahrungsangebot wie beispielsweise einer Zunahme der Mehligen Pflaumenblattlaus. Weitere Ausbreitungsfaktoren sind die hohe Nachwuchsrate auf Grund sukzessiver Polygenie und Polyandrie sowie erneuter Brutversuche nach zum Teil sehr ausgedehnten Brutzeitwanderungen. Auch die Entstehung anthropogen beeinflusster Biotope wie Teichgebiete und Pappelanpflanzungen oder Übergangsbiotope wie Kiesgruben tragen dazu bei, dass die Beutelmeise ihr Brutareal weiter ausdehnt.
Von April bis Oktober sind manche Beutelmeisen Kurzstreckenzieher in Ost- und Mitteleuropa und ziehen im Winter in den Mittelmeerraum. Andere bleiben auch gleich das ganze Jahr über im Mittelmeergebiet.

## Lebensraum

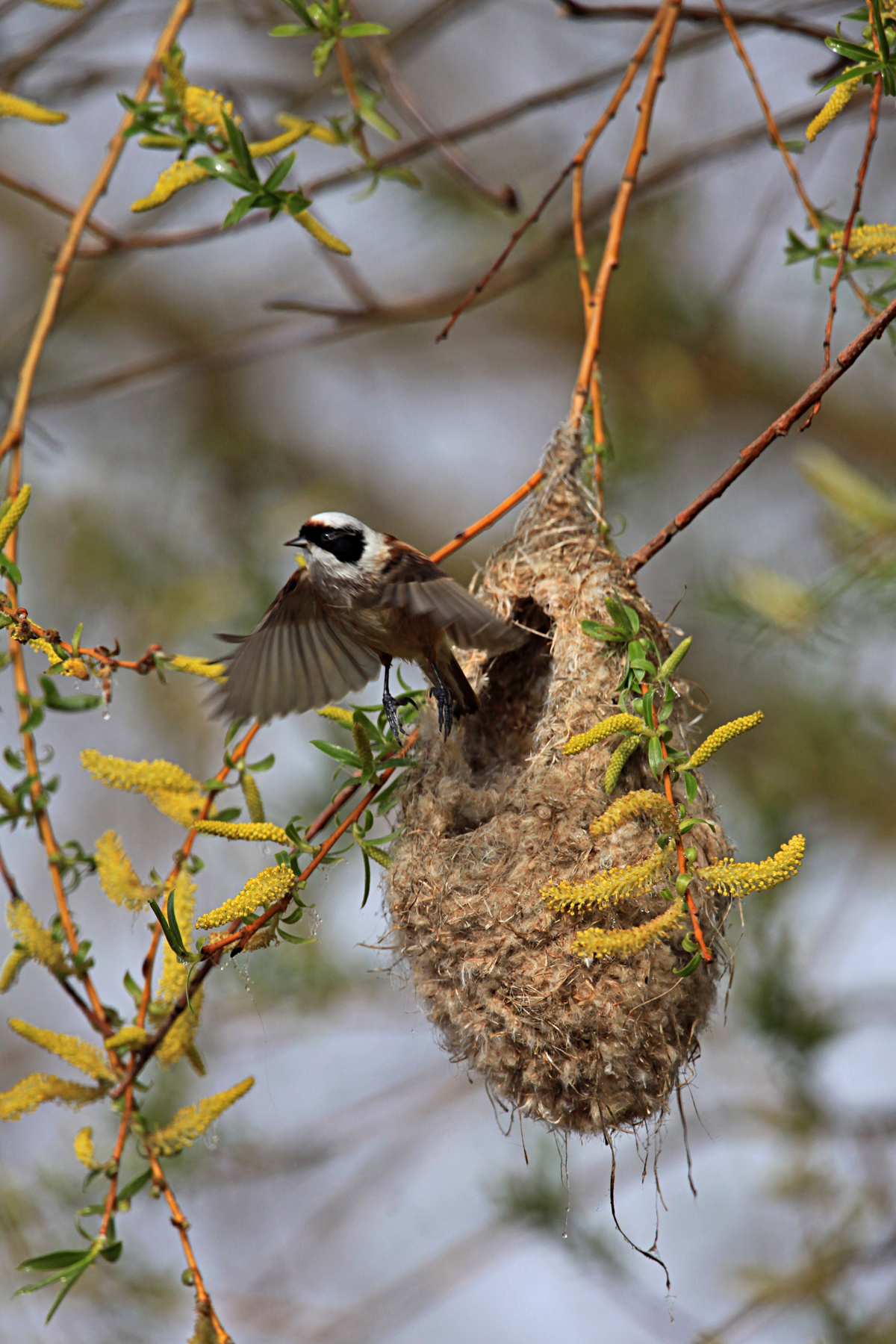
Beutelmeise im NSG Fischteiche in der Lewitz beim Abflug vom Nest

Der Lebensraum der Beutelmeise sind halboffene Feuchtgebiete. Sie ist insbesondere in Flussniederungs- und Uferlandschaften mit gestufter Gehölzstruktur sowie Bäumen oder hohen Büschen mit herabhängenden elastischen Zweigen anzutreffen. Weitere wichtige Elemente ihres Lebensraumes sind kleine Schilf- und/oder Rohrkolben- und vorjährige Brennnesselbestände. Sie brütet auch am Rand von Feldgehölzen und Waldrändern, wenn diese in gestufter Abfolge Schilf, Weidenbüsche und höhere Einzelbäume aufweisen. Ihre Brutplätze finden sich gewöhnlich im Außenbereich des unteren Kronendrittels von Einzelbäumen, die Gebüsch oder Röhricht überragen.

## Ernährung
Die Beutelmeise sucht ihre Nahrung hauptsächlich an Bäumen, Büschen, Sträuchern und im Schilf. Sie ernährt sich von Insekten, Spinnen und Samen.

## Fortpflanzung

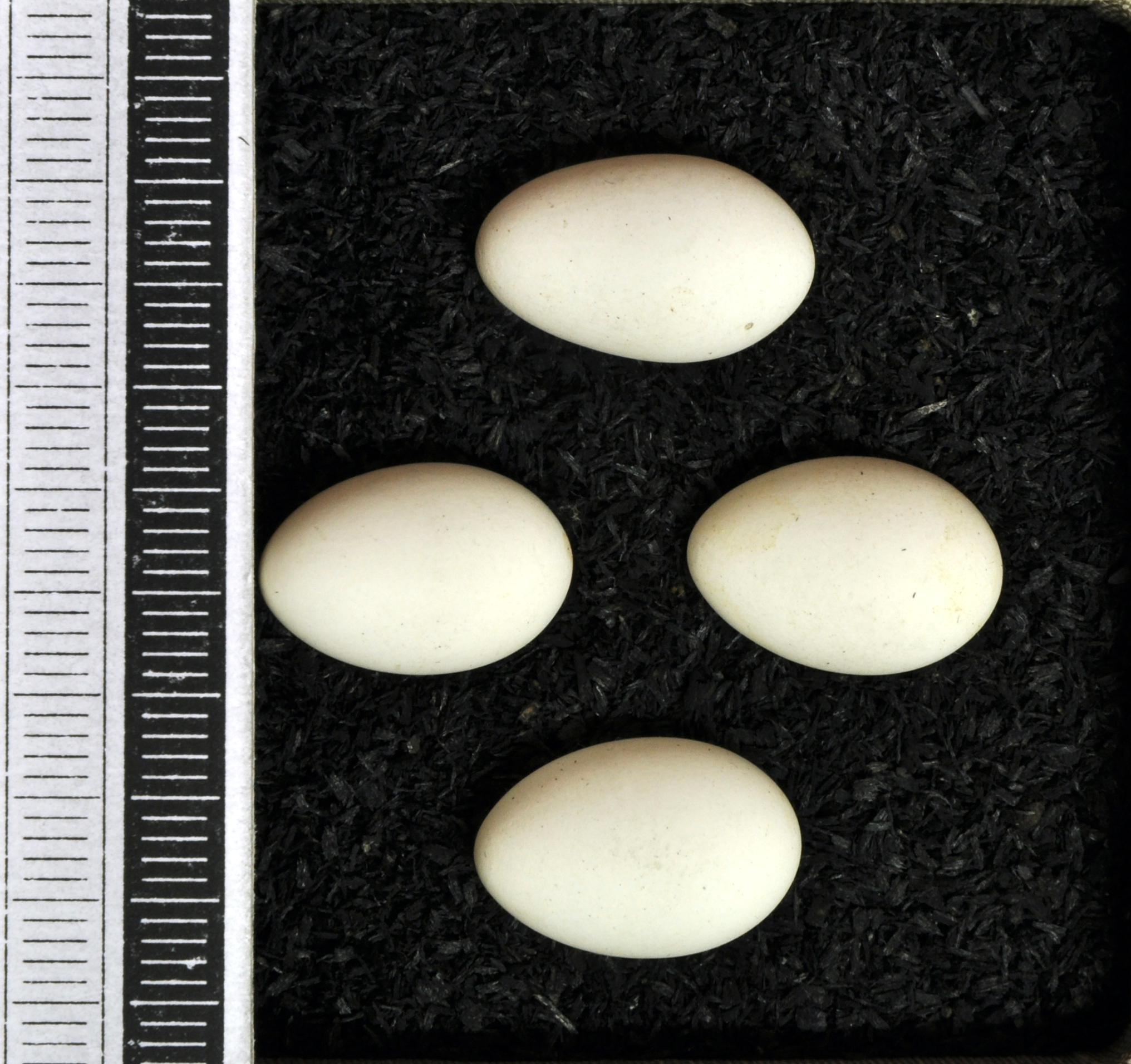
Gelege (Sammlung Museum Wiesbaden)

Beutelmeisen erreichen die Geschlechtsreife bereits im ersten Lebensjahr. Die Paarbindung besteht immer nur auf kurze Zeit und dauert vom Nestbau bis zur Eiablage. Sowohl das Männchen als auch das Weibchen sind sukzessive polygam.
Die Brutzeit erstreckt sich von Mai bis Juni. Das Männchen baut aus Spinnweben, Samenwolle und Pflanzenfasern an herabhängenden Zweigen mehrere flauschige, runde Nester nah am Wasser. Das beutelförmige Nest ist etwa 17 cm hoch und 11 cm breit. Das Weibchen sucht sich das beste Nest aus, hilft bei den letzten Vorbereitungen und legt dann fünf bis acht Eier. Nach etwa zwei Wochen schlüpfen die Jungen. Die Beutelmeise kann mehrere Partner haben. Der europäische Bestand wird auf circa eine Million Brutpaare geschätzt.

## Gefährdungssituation
Die Beutelmeise wird in der Roten Liste gefährdeter Arten der Weltnaturschutzunion IUCN geführt. Da die Art ein extrem weites Verbreitungsgebiet und eine sehr große Bestandszahl bei ansteigendem Bestandstrend aufweist, wird sie als nicht gefährdet (Least Concern) beurteilt. Die Rote Liste der Brutvögel Deutschlands stuft die Art als „vom Aussterben bedroht“ (Stufe 1) ein, nachdem sie in der bisherigen Fassung aus dem Jahr 2015 noch als „ungefährdet“ galt. In der Systematik der Roten Liste bedeutet das eine starke Verschlechterung um vier Stufen in die höchste Gefährdungskategorie.